# Список послов СССР и России в Таиланде
В статье представлен список послов СССР и России в Таиланде (до 1917 года — Сиаме).

## Хронология дипломатических отношений
- 3 июля 1897 г. — установлены дипломатические отношения между Россией и Сиамом.
- 26 октября 1917 г. — дипломатические отношения прерваны после Октябрьской революции.
- 12 марта 1941 г. — установлены дипломатические отношения. Дипломатические представительства не созданы, представители не аккредитованы.
- 28 — 31 декабря 1946 г. — достигнута договорённость о восстановлении дипломатических отношений и обмене миссиями.
- 1948 г. — открыта миссия СССР в Бангкоке.
- 1 июня 1956 г. — миссии преобразованы в посольства.

## Список послов
| Срок полномочий                   | Посол                             | Годы жизни | Дата вручения верительных грамот                   | Комментарии                                                            |
| --------------------------------- | --------------------------------- | ---------- | -------------------------------------------------- | ---------------------------------------------------------------------- |
| Российская империя                |                                   |            |                                                    |                                                                        |
| 4 декабря 1897 — 9 июля 1907      | Александр Эпиктетович Оларовский  | 1845—1910  | 14 апреля 1898                                     | Министр-резидент (1898—1906), затем чрезвычайный и полномочный министр |
| 10 августа 1907 — апрель 1909     | Александр Гаврилович Яковлев      | 1854—1909  | 9 мая 1908                                         | Министр-резидент                                                       |
| 25 января 1910 — 6 мая 1916       | Георгий Антонович Плансон-Ростков | 1859—1937  | 7 сентября 1910                                    | Чрезвычайный и полномочный министр                                     |
| 6 мая 1916 — 2 марта 1917         | Иосиф Григорьевич Лорис-Меликов   | 1872—1948  |                                                    | Чрезвычайный и полномочный министр                                     |
| Временное правительство России    |                                   |            |                                                    |                                                                        |
| 3 апреля 1917 — 26 ноября 1917    | Иосиф Григорьевич Лорис-Меликов   | 1872—1948  | 9 августа 1917                                     | Чрезвычайный и полномочный министр                                     |
| СССР                              |                                   |            |                                                    |                                                                        |
| 3 июля 1947 — 19 декабря 1950     | Сергей Сергеевич Немчина          | 1912—1978  | 4 мая 1947                                         | Посланник                                                              |
| 19 декабря 1950 — 5 января 1956   | Фёдор Павлович Доля               | 1907—1996  | 11 мая 1951                                        | Посланник                                                              |
| 21 февраля 1956 — 12 августа 1960 | Иван Нестерович Якушин            | 1913—2002  | 13 марта 1956 — посланник, 27 августа 1956 — посол | Посланник до 30 июня 1956, затем посол                                 |
| 12 августа 1960 — 30 июля 1965    | Анатолий Николаевич Николаев      | 1915—2004  | 18 октября 1960                                    |                                                                        |
| 30 июля 1965 — 24 июля 1969       | Михаил Михайлович Волков          | 1918—1995  | 28 октября 1965                                    |                                                                        |
| 22 января 1970 — 6 марта 1974     | Анатолий Анатольевич Розанов      | 1921—1978  | 17 марта 1970                                      |                                                                        |
| 6 марта 1974 — 22 июня 1978       | Борис Иванович Ильичёв            | 1929—2000  | 28 марта 1974                                      |                                                                        |
| 22 июня 1978 — 17 октября 1984    | Юрий Иванович Кузнецов            | 1928—      | 15 августа 1978                                    |                                                                        |
| 17 октября 1984 — 22 октября 1987 | Валентин Петрович Касаткин        | 1930—      | 30 октября 1984                                    |                                                                        |
| 22 октября 1987 — 21 марта 1991   | Анатолий Иванович Вальков         | 1927—2003  |                                                    |                                                                        |
| 21 марта 1991 — 25 декабря 1991   | Олег Владимирович Босторин        | 1931—2019  |                                                    |                                                                        |
| Российская Федерация              |                                   |            |                                                    |                                                                        |
| 25 декабря 1991 — 6 сентября 1997 | Олег Владимирович Босторин        | 1931—2019  |                                                    |                                                                        |
| 6 сентября 1997 — 29 января 2001  | Валерий Владимирович Малыгин      | 1939—      |                                                    |                                                                        |
| 29 января 2001 — 9 ноября 2004    | Евгений Дмитриевич Островенко     | 1940—      |                                                    |                                                                        |
| 9 ноября 2004 — 3 февраля 2010    | Евгений Владимирович Афанасьев    | 1947—      |                                                    |                                                                        |
| 3 февраля 2010 — 25 августа 2014  | Александр Георгиевич Марьясов     | 1947—      |                                                    |                                                                        |
| 25 августа 2014 —2 ноября 2018    | Кирилл Михайлович Барский         | 1964—      | 7 марта 2015                                       |                                                                        |
| 2 ноября 2018 — настоящее время   | Евгений Юрьевич Томихин           | 1966—      | 8 мая 2019                                         |                                                                        |